# Demokratyczna Partia Rosji
Demokratyczna Partia Rosji albo DPR (ros. Демократи́ческая Па́ртия Росси́и) – rosyjska partia polityczna założona w maju 1990 z inicjatywy części uczestników „Demokratycznej Platformy” w KPZR, Międzyregionalnej Grupy Deputowanych, „Demokratycznej Rosji”, Leningradzkiego Frontu Ludowego i Moskiewskiego Zjednoczenia Wyborców przez Nikołaja Trawkina. Partię popierali Stanisław Goworuchin i Siergiej Głaziew, którzy z jej ramienia byli deputowanymi do Dumy Państwowej od 1993. Głaziew został liderem partii w 1994. DPR nie wzięła udziału w wyborach parlamentarnych w 1995.
W 2001 Michaił Prusak zreformował partię. W 2005 Michaił Kasjanow kandydował na urząd przewodniczącego, ale przegrał w dość kontrowersyjnych okolicznościach z Andriejem Bogdanowem. W czerwcu 2007 partia zaproponowała referendum w sprawie przystąpienia do Unii Europejskiej i w grudniu tego samego roku wzięła udział w wyborach parlamentarnych, zdobywając 0,13% głosów.
DPR jest oskarżana o bycie wirtualną partią służącą do odebrania głosów prawdziwym opozycyjnym partiom.

## Najważniejsze organy partii
- Lider i Przewodniczący Komitetu Centralnego DPR – Andriej Bogdanow
- Przewodniczący Komitetu Wykonawczego DPR – Wiaczesław Smirnow